# Cobham (Surrey)
Cobham is een civil parish in het bestuurlijke gebied Elmbridge, in het Engelse graafschap Surrey. Cobham Fairmile telt 4.760 inwoners, Cobham Downside telt 6.158 inwoners.

## Galerij

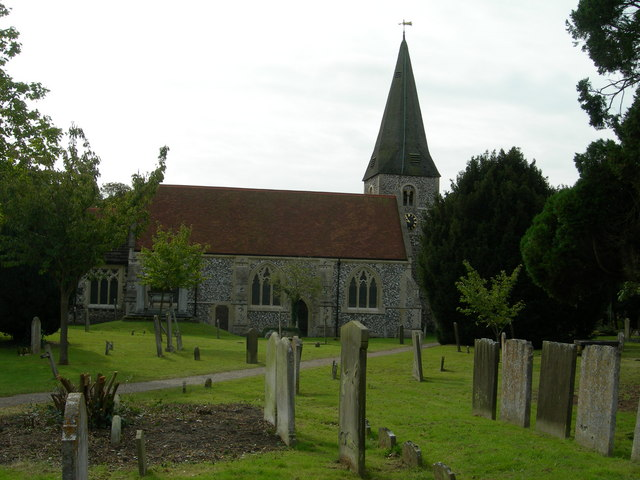
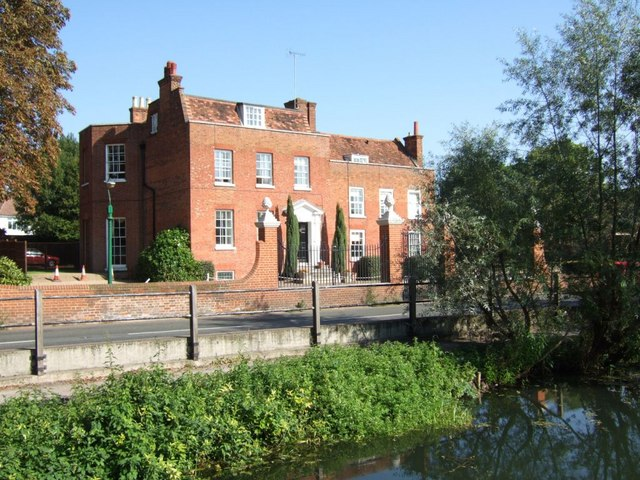
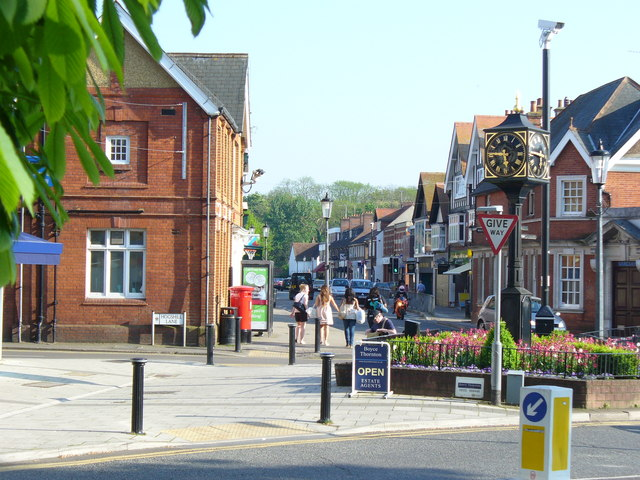

## Geboren in Cobham
- Kenneth McAlpine (1920-2023), Formule 1-coureur